# Kanton Le Bleymard
Kanton Le Bleymard (francouzsky Canton du Bleymard) je francouzský kanton v departementu Lozère v regionu Languedoc-Roussillon. Tvoří ho 12 obcí.

## Obce kantonu
- Allenc
- Bagnols-les-Bains
- Belvezet
- Le Bleymard
- Chadenet
- Chasseradès
- Cubières
- Cubiérettes
- Mas-d'Orcières
- Saint-Frézal-d'Albuges
- Sainte-Hélène
- Saint-Julien-du-Tournel